# Greta Nissen
Pour les articles homonymes, voir Nissen.
Greta Nissen est une actrice et danseuse d'origine norvégienne, naturalisée américaine, de son vrai nom Grethe Ruzt-Nissen, née à Oslo (Norvège) le 30 janvier 1905, décédée à Montecito (Californie, États-Unis) le 15 mai 1988.

## Biographie
En 1922, Grethe Ruzt-Nissen débute comme danseuse au sein du corps de ballet du Théâtre national d'Oslo. Poursuivant la danse au Danemark, elle y entame une carrière au cinéma en participant à deux films danois muets, sortis en 1923 et 1924.
Cette dernière année, alors membre de la troupe des ballets danois se produisant à New York, elle étudie la danse avec Michel Fokine et joue dans une pièce à Broadway, Beggar on Horseback (en). Remarquée par le producteur Jesse L. Lasky, elle est engagée comme vedette féminine, sous le nom de Greta Nissen, pour plusieurs films américains de la Famous Players - Lasky Corporation (autrement dit Paramount Pictures, dont Lasky est cofondateur), sortis en 1925 et 1926 — notamment trois réalisés par Raoul Walsh —. Cette même année 1926, elle collabore à un film suédois et participe à une revue à Broadway, No Foolin’.
Par la suite et jusqu'en 1933, elle travaille pour d'autres compagnies cinématographiques américaines, principalement la Fox Pictures, laquelle produit en particulier L'Insoumise (1928) d'Howard Hawks, son avant-dernier film muet. En 1930, pressentie pour un premier film parlant, Les Anges de l'enfer d'Howard Hughes, elle est évincée en raison de son accent norvégien, au profit de Jean Harlow. Finalement, son premier film parlant sera Women of All Nations en 1931, où elle retrouve Raoul Walsh.
S'installant un temps au Royaume-Uni en 1933, elle y tourne cinq films britanniques (dont deux coproduits avec les États-Unis), le dernier en 1937, année où elle se retire de l'écran, après seulement trente-deux films au total. Elle joue également au théâtre à Londres, dans une revue et une pièce. De retour aux États-Unis, où elle s'établit définitivement et obtient la citoyenneté américaine, elle meurt en 1988 de la maladie de Parkinson.
Parmi ses partenaires au cinéma, mentionnons Lionel Barrymore, Paul Cavanagh, Louise Fazenda, Patric Knowles, Margaret Lockwood, Edmund Lowe, Victor McLaglen, Adolphe Menjou, George O'Brien et Claire Trevor.

## Filmographie complète
Films américains, sauf mention contraire
- 1923 : Daarskab, dyb og driverter de Lau Lauritzen (film danois)
- 1924 : Lille Lise let-paa-taa de Lau Lauritzen (film danois)
- 1925 : Lost : A Wife de William C. de Mille
- 1925 : Le Fils prodigue (The Wanderer) de Raoul Walsh
- 1925 : In the Name of Love d'Howard Higgin
- 1925 : The King on Main Street de Monta Bell
- 1926 : The Lucky Lady de Raoul Walsh
- 1926 : The Love Thief de John McDermott
- 1926 : Ebberöds bank de Sigurd Wallén (film suédois)
- 1926 : Sultane (The Lady of the Harem) de Raoul Walsh
- 1926 : The Popular Sin de Malcolm St. Clair
- 1927 : La Blonde ou la Brune? (Blonde or Brunette) de Richard Rosson
- 1927 : Blind Alleys de Frank Tuttle
- 1928 : L'Insoumise (Fazil) d'Howard Hawks
- 1928 : The Butter and Egg Man de Richard Wallace

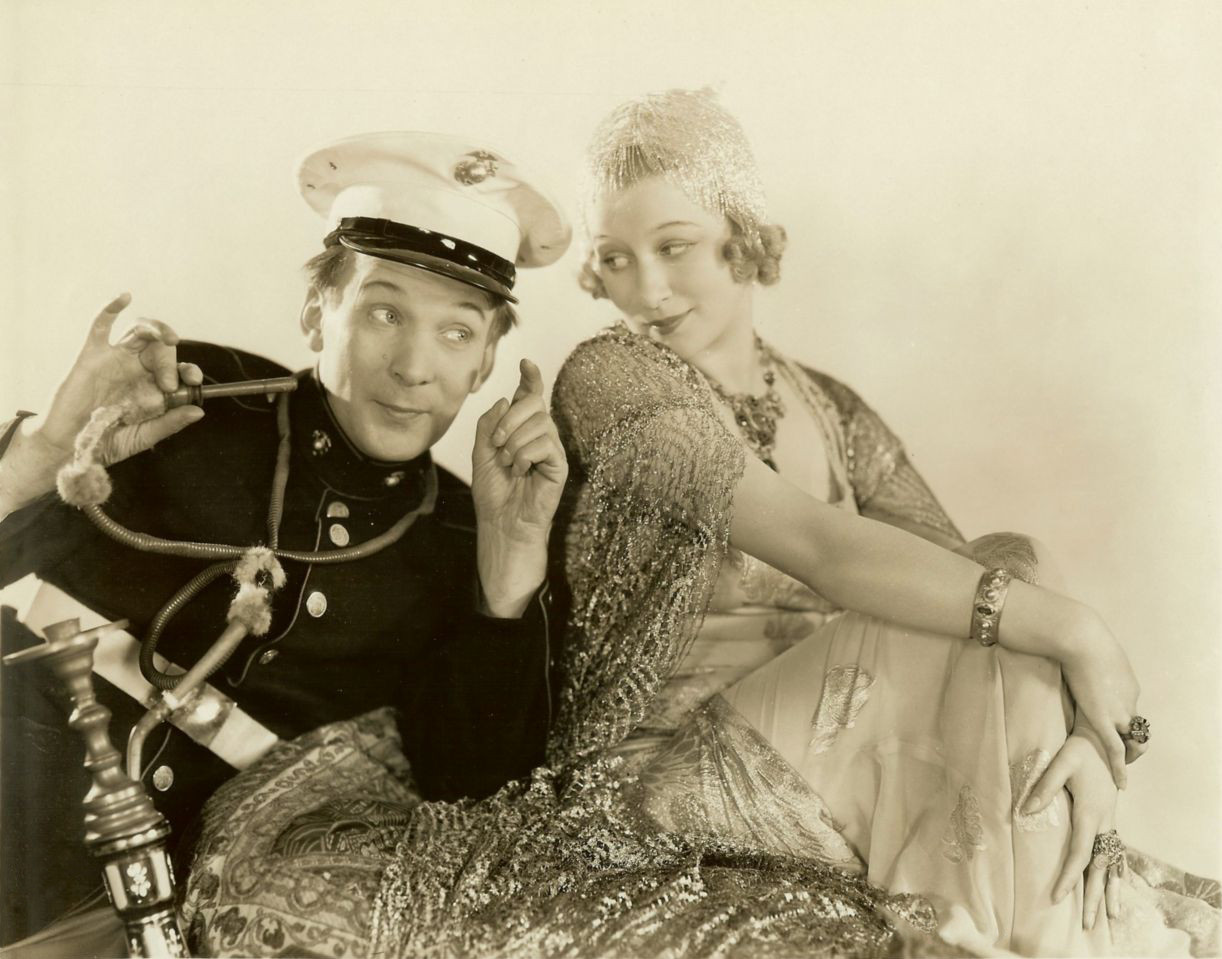
Autre photo promotionnelle de Women of All Nations (1931) : Greta Nissen et El Brendel

- 1931 : Prudence avec les femmes (Women of All Nations) de Raoul Walsh
- 1931 : Transatlantic de William K. Howard
- 1931 : Ambassador Bill de Sam Taylor
- 1931 : Good Sport de Kenneth MacKenna
- 1932 : Affaires non classées (Silent Witness) de R.L. Hough et Marcel Varnel
- 1932 : Rackety Rax d'Alfred L. Werker
- 1932 : The Unwritten Law de Christy Cabanne et Wilfred Lucas
- 1933 : The Circus Queen Murder de Roy William Neill
- 1933 : Croisière sentimentale (Melody Cruise) de Mark Sandrich
- 1933 : Best of Enemies de Rian James
- 1933 : Life in the Raw de Louis King
- 1933 : Red Wagon de Paul L. Stein (film britanno-américain)
- 1933 : On Secret Service (en) de Arthur B. Woods (film britannique)
- 1934 : Hired Wife de George Melford (tourné en 1933)
- 1934 : The Luck of a Sailor de Robert Milton (film britannique)
- 1935 : Honours Easy d'Herbert Brenon (film britanno-américain)
- 1937 : Cafe Colette de Paul L. Stein (film britannique)

## Théâtre

### À Broadway
- 1924 : Beggar on Horseback, pièce de George S. Kaufman et Marc Connelly, avec George Barbier, Spring Byington, Roland Young (créditée Grethe Ruzt-Nissen)
- 1926 : No Foolin’, revue produite par Florenz Ziegfeld, musique de Rudolf Friml, lyrics de Gene Buck, Irving Caesar et Ballard MacDonald, livret de J.P. McEvoy et James Barton, avec Paulette Goddard, Claire Luce

### À Londres
- 1933-1934 : Why not To-night ?, revue, musique d'Ord Hamilton, lyrics et livret d'Herbert Farjeon, mise en scène de Romney Brent
- 1937-1938 : People in Love, pièce d'Arthur Reid